# Georgie Twigg
Georgina Sophie Twigg, detta Georgie (Lincoln, 21 novembre 1990), è un'ex hockeista su prato britannica.

## Palmarès

### Olimpiadi
- 2 medaglie:
  - 1 oro (Rio de Janeiro 2016)
  - 1 bronzo (Londra 2012)

### Mondiali
- 1 medaglia:
  - 1 bronzo (Rosario 2010)

### Europei
- 3 medaglie:
  - 1 oro (Londra 2015)
  - 1 argento (Boom 2013)
  - 1 bronzo (Monchengladbach 2011)

### Champions Trophy
- 2 medaglie:
  - 1 argento (Rosario 2012)
  - 1 bronzo (Nottingham 2010)

### Giochi del Commonwealth
- 2 medaglie:
  - 1 argento (Glasgow 2014)
  - 1 bronzo (Delhi 2010)